# Ming Freeman
Ming Freeman nació en Taiwán, es un multi-teclista y pianista, director musical, compositor y productor que ha hecho giras o grabaciones con artistas como Joni Mitchell, Yanni, Ronnie Laws y Chuck Negron, entre otros. Freeman ha sido un destacado solista en muchos de los DVD de Yanni, con un notable nivel de trabajo en los conciertos.

## Biografía
Ming Freeman (24 de octubre de 1963) tiene ascendencia china y canadiense, y llegó a los Estados Unidos cuando tenía 17 años. En su adolescencia aparece frecuentemente en escenas de la televisión china con sus hermanos en una banda llamada Mother Goose.
Su trabajo como teclista de Yanni comenzó en agosto de 1994, haciendo su debut como un destacado solista en la banda y orquesta de Yanni, en el concierto realizado en octubre de 1994 en la Ciudad de México. Ming ha sido parte de la banda de Yanni y destaca en el vídeo "Tribute", grabado en el Taj Mahal (India) y en la Ciudad Prohibida en Pekín, China.

## Artistas con los que ha trabajado
- Yanni
- Ronnie Laws
- Chuck Negron
- Jeffrey Osborne
- Sheena Easton
- Joni Mitchell
- The Wishpers
- Michael Henderson